# Compostos d'organofluor

Alguns fluorocarbonis importants:
A: fluorometà
B: isoflurà
C: un CFC
D: tetrafluoretà
E: àcid tríflic
F: tefló
G: PFOS
H: fluorouracil
I: Prozac

Els compostos d'organofluor (o compostos orgànics del fluor) són compostos químics que contenen un enllaç químic entre carboni (C) i fluor (F) (enllaç C-F). La química de l'organofluor és la ciència corresponent que explora les propietats, l'estructura i la reactivitat d'aquests compostos.
Els compostos d'organofluor tenen diverses aplicacions que van des de repel·lents d'oli i d'aigua fins a productes farmacèutics, refrigerants i reactius en catàlisi. A més d'aquestes aplicacions, alguns compostos organofluorats són contaminants per les seves contribucions a la disminució de la capa d'ozó, l'escalfament global, la bioacumulació i la toxicitat. L'àrea de la química dels organofluorats sovint requereix tècniques especials associades a la manipulació d'agents fluorats.

## L'enllaç carboni-fluor
El fluor té diverses diferències distintives de tots els altres substituents que es troben a les molècules orgàniques. Com a resultat, les propietats físiques i químiques dels organofluors poden ser diferents en comparació amb altres organohalògens.
1. L'enllaç carboni-fluor és un dels més forts de la química orgànica (una energia d'enllaç mitjana al voltant de 480 kJ/mol[1]). Això és significativament més fort que els enllaços del carboni amb altres halògens (una energia d'enllaç mitjana, per exemple, l'enllaç C-Cl és d'uns 320 kJ/mol[1]) i és una de les raons per les quals els compostos fluoroorgànics tenen una alta estabilitat tèrmica i química.
2. L'enllaç carboni-fluor és relativament curt (al voltant d'1,4 Å[1]).
3. El radi de Van der Waals del substituent de fluor és només 1,47 Å,[1] que és més curt que en qualsevol altre substituent i és proper al de l'hidrogen (1,2 Å). Això, juntament amb la curta longitud d'enllaç, és el motiu pel qual no hi ha soca estèrica en els compostos polifluorats. Aquest és un altre motiu de la seva alta estabilitat tèrmica. A més, els substituents de fluor dels compostos polifluorats protegeixen de manera eficient l'esquelet de carboni de possibles reactius atacants. Aquest és un altre motiu de l'alta estabilitat química dels compostos polifluorats.
4. El fluor té la electronegativitat més alta de tots els elements: 3,98.[1] Això provoca l'alt moment dipolar de l'enllaç C-F (1,41 D[1]).
5. El fluor té la polarització més baixa de tots els àtoms: 0,56{\displaystyle \times } 10−24 cm3.[1] Això provoca forces de dispersió molt febles entre molècules polifluorades i és la raó de la reducció sovint observada del punt d'ebullició de la fluoració, així com de la hidrofobicitat i la lipofobicitat simultànies dels compostos polifluorats mentre que altres compostos perhalogenats són més lipòfils.

En comparació amb els clorurs i bromurs d'aril, els fluorurs d'aril formen reactius de Grignard només a contracor. D'altra banda, els fluorurs d'aril (per exemple, les fluoroanilines i els fluorofenols), sovint experimenten una substitució nucleòfila de manera eficient.

## Tipus de compostos organofluorats

### Fluorocarburs
Formalment, els fluorocarburs només contenen carboni i fluor. De vegades s'anomenen perfluorocarburs. Poden ser gasos, líquids, ceres o sòlids, depenent del seu pes molecular. El fluorocarbur més simple és el gas tetrafluorometà (CF₄). Els líquids inclouen perfluorooctà i perfluorodecalina. Mentre que els fluorocarburs amb enllaços simples són estables, els fluorocarburs insaturats són més reactius, especialment els que tenen enllaços triples. Els fluorocarburs són més estables químicament i tèrmicament que els hidrocarburs, cosa que reflecteix la inercia relativa de l'enllaç C-F. També són relativament lipofòbics. A causa de les interaccions intermoleculars reduïdes de van der Waals, de vegades s'utilitzen compostos basats en fluorocarburs com a lubrificants o són altament volàtils. Els líquids de fluorocarboni tenen aplicacions mèdiques com a portadors d'oxigen.
L'estructura dels compostos organofluorats pot ser distintiva. Com es mostra a continuació, els compostos alifàtics perfluorats tendeixen a separar-se dels hidrocarburs. Aquest «efecte semblant com quan es dissol» està relacionat amb la utilitat de les fases fluoroses i l'ús de PFOA en el processament de fluoropolímers. En contrast amb els derivats alifàtics, els derivats perfluoroaromàtics tendeixen a formar fases mixtes amb compostos aromàtics no fluorats, com a resultat de les interaccions donant-acceptador entre els sistemes pi.

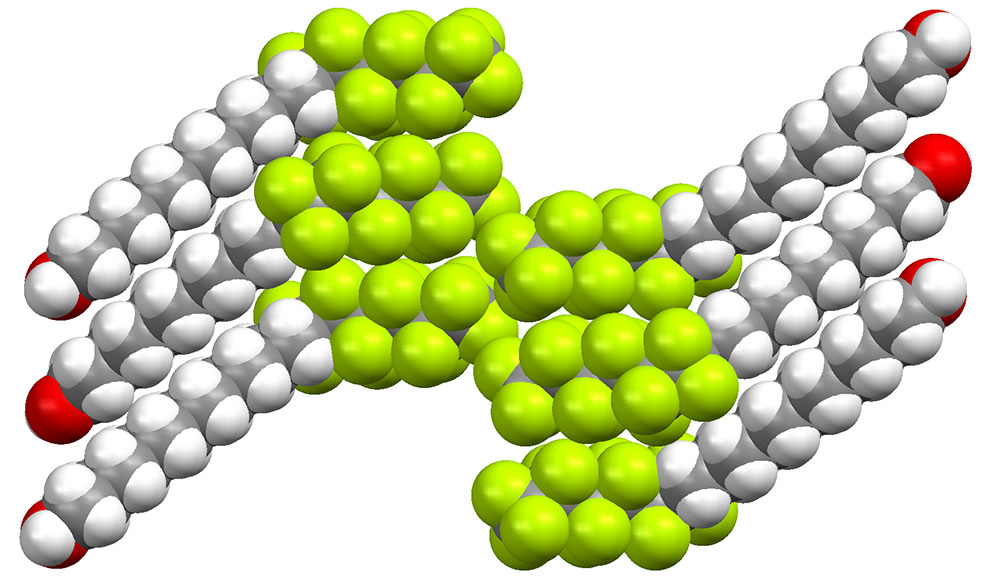
Embalatge en un cristall de pentafluorotolà (C₆F₅CCC₆H₅), que il·lustra les interaccions donant-acceptador entre els anells fluorats i no fluorats.

### Fluoropolímers
Els compostos organofluorats polimèrics són nombrosos i comercialment significatius. Van des d'espècies totalment fluoradas (per exemple, PTFE parcialment fluorat, fluorur de polivinilidè ([CH₂CF₂]n) i policlorotrifluoroetilè ([CFClCF₂]n). El politetrafluoroetilè fluoropolímer (PTFE/tefló) és un sòlid.

### Hidrofluorocarburs
Els hidrofluorocarburs (HFC), compostos orgànics que contenen àtoms de fluor i hidrogen, són el tipus més comú de compostos organofluorats. S'utilitzen habitualment en l'aire condicionat i com a refrigerants en lloc dels antics clorofluorocarburs com el R-12 i els hidroclorofluorocarburs com el R-21. No perjudiquen la capa d'ozó tant com els compostos que substitueixen; tanmateix, sí que contribueixen a l'escalfament global. Les seves concentracions atmosfèriques i la seva contribució a les emissions antropogèniques de gasos d'efecte hivernacle estan augmentant ràpidament, causant preocupació internacional pel seu forçament radiatiu.
Els fluorocarburs amb pocs enllaços C-F es comporten de manera similar als hidrocarburs progenitors, però la seva reactivitat es pot alterar significativament. Per exemple, tant l'uracil com el 5-fluorouracil són sòlids cristal·lins incolors i d'alta fusió, però aquest últim és un potent fàrmac contra el càncer. L'ús de l'enllaç C-F en productes farmacèutics es basa en aquesta reactivitat alterada. Diversos fàrmacs i productes agroquímics contenen només un centre de fluor o un grup trifluorometil.
A diferència d'altres gasos d'efecte hivernacle de l'Acord de París, els hidrofluorocarburs tenen altres negociacions internacionals. El setembre de 2016, l'anomenada Declaració de Nova York va instar a una reducció global de l'ús d'HFC. El 15 d'octubre de 2016, a causa de la contribució d'aquestes substàncies químiques al canvi climàtic, els negociadors de 197 nacions reunits a la cimera del Programa de les Nacions Unides per al Medi Ambient a Kigali (Ruanda) van arribar a un acord legalment vinculant per eliminar els hidrofluorocarburs (HFC) en una esmena al Protocol de Mont-real.

### Fluorocarbens
Com s'indica al llarg d'aquest article, els substituents del fluor condueixen a una reactivitat que difereix fortament de la química orgànica clàssica. El primer exemple és el difluorocarbè, CF2, que és un singlet mentre que el carbè (CH₂) té un estat fonamental de triplet. Aquesta diferència és significativa perquè el difluorocarbè és un precursor del tetrafluoroetilè.

### Compostos perfluorats
Els compostos perfluorats són derivats de fluorocarburs, ja que estan estretament relacionats estructuralment amb els fluorocarburs. Tanmateix, també posseeixen àtoms nous com el nitrogen, el iode o grups iònics, com els àcids carboxílics perfluorats.

## Mètodes de preparació d'enllaços C–F
Els compostos organofluorats es preparen per nombroses vies, depenent del grau i la regioquímica de la fluoració buscada i de la naturalesa dels precursors. La fluoració directa d'hidrocarburs amb F₂, sovint diluït amb N₂, és útil per a compostos altament fluorats:
R
3CH + F
2 → R
3CF + HF
Tanmateix, aquestes reaccions sovint no són selectives i requereixen atenció perquè els hidrocarburs poden «cremar» de manera incontrolable a F₂, anàloga a la combustió d'hidrocarburs amb O₂. Per aquest motiu, s'han desenvolupat metodologies alternatives de fluoració. En general, aquests mètodes es classifiquen en dues classes.

### Fluoració electròfila
La fluoració electròfila es basa en fonts de «F+». Sovint, aquests reactius presenten enllaços N-F, per exemple F-TEDA-BF₄. La fluoració asimètrica, per la qual només es genera un dels dos possibles productes enantiomèrics a partir d'un substrat proquiral, es basa en reactius de fluoració electròfils.
Un exemple d'aquest enfocament és la preparació d'un precursor d'agents antiinflamatoris:

#### Mètodes electrosintètics
Un mètode especialitzat però important de fluoració electròfila implica l'electrosíntesi. El mètode s'utilitza principalment per perfluorar, és a dir, substituir tots els enllaços C-H per enllaços C-F. L'hidrocarbur es dissol o se suspèn en HF líquid i la mescla s'electròliza a 5-6 V amb ànodes de Ni.
El mètode es va demostrar per primera vegada amb la preparació de perfluoropiridina (C₅F₅N) de la piridina (C₅H₅N). S'han descrit diverses variacions d'aquesta tècnica, incloent l'ús de bifluorur de potassi fos o dissolvents orgànics.

### Fluoració nucleòfila
L'alternativa principal a la fluoració electròfila és, naturalment, la fluoració nucleòfila utilitzant reactius que són fonts de «F-», per la substitució nucleòfila típicament de clorur i bromur. Les reaccions de metàtesi que utilitzen fluorurs de metalls alcalins són les més senzilles. Per als compostos alifàtics, això de vegades s'anomena reacció de Finkelstein, mentre que per als compostos aromàtics es coneix com a procés de Halex.
R
3CCl + MF → R
3CF + MCl (M = Na, K, Cs)
Els monofluorurs d'alquil es poden obtenir a partir d'alcohols i reactiu d'Olah (fluorur de piridina) o d'altres agents de fluorització.
La descomposició dels tetrafluoroborats d'arildiazoni en les reaccions de Sandmeyer exploten els fluoroborats com a fonts F−.
ArN
2BF
4 → ArF + N
2 + BF
3
Tot i que el fluorur d'hidrogen pot semblar un nucleòfil poc probable, és la font més comuna de fluor en la síntesi de compostos organofluorats. Aquestes reaccions sovint són catalitzades per fluorurs metàl·lics com el trifluorur de crom. L'1,1,1,2-tetrafluoroetà, un substitut dels CFC, es prepara industrialment mitjançant aquest enfocament:
Cl₂C=CClH + 4 HF → F₃CCFH₂ + 3 HCl
Es pot observar que aquesta transformació comporta dos tipus de reaccions: metàtesi (substitució de Cl− per F−) i hidrofluoració d'un alquè.

### Desoxofluoració
Els agents de desoxofluoració afecten els grups hidroxil i carbonil de substitució amb un i dos fluorurs, respectivament. Un d'aquests reactius, útil per al fluorur per a l'intercanvi d'òxids en compostos carbonílics, és el tetrafluorur de sofre: 
RCO₂H + SF₄ → RCF₃ + SO₂ + HF
Els alternatius al SF₄ inclouen el trifluorur de dietilaminosulfur (DAST, NEt₂SF₃) i el trifluorur de bis(2-metoxietil)aminosulfur (deoxo-fluor). Aquests reactius orgànics són més fàcils de manejar i més selectius:

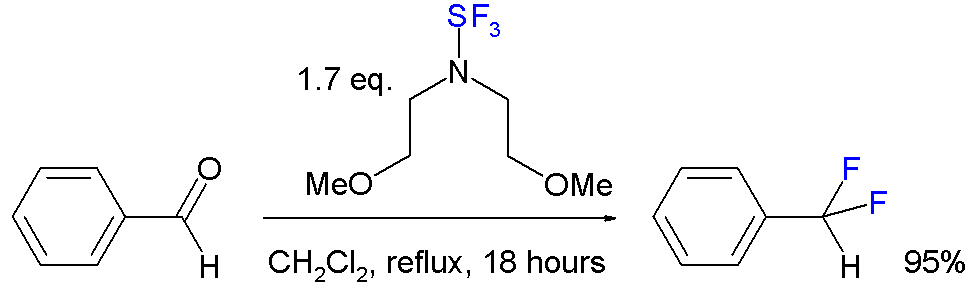
Reacció amb trifluorur de bis(2-metoxietil)aminosulfur

### A partir de blocs de construcció fluorats
Molts compostos organofluorats es generen a partir de reactius que proporcionen grups perfluoroalquil i perfluoroaril; per exemple, el (trifluorometil)trimetilsilà, CF₃Si(CH₃)₃, s'utilitza com a font del grup trifluorometil. Entre els blocs de construcció fluorats disponibles es troben CF₃X (X = Br, I), C₆F₅Br, i C₃F₇I. Aquestes espècies formen reactius de Grignard que després es poden tractar amb una varietat d'electròfils. El desenvolupament de tecnologies fluorades (vegeu més endavant, sota dissolvents) està donant lloc al desenvolupament de reactius per a la introducció de «cues fluorades».
Una aplicació especial però significativa de l'enfocament dels blocs de construcció fluorats és la síntesi de tetrafluoroetilè, que es produeix a gran escala industrialment mitjançant la intermediació del difluorocarbè. El procés comença amb la deshidrocloració tèrmica (600-800 °C) del clorodifluorometà:
CHClF₂ → CF₂ + HCl
2 CF₂ → C₂F₄
El fluorodicloroacetat de sodi (CAS # 2837-90-3) s'utilitza per generar clorofluorocarbè, per a ciclopropanacions.

### Mètodes de lliurament del18F
La utilitat dels radiofàrmacs que contenen fluor en la tomografia per emissió de positrons 18F ha motivat el desenvolupament de nous mètodes per formar enllaços C-F. A causa de la curta vida mitjana del 18F, aquestes síntesis han de ser altament eficients, ràpides i fàcils.
Un exemple dels mètodes és la preparació de glucosa modificada amb fluor mitjançant el desplaçament d'un triflat per un nucleòfil de fluorur marcat:

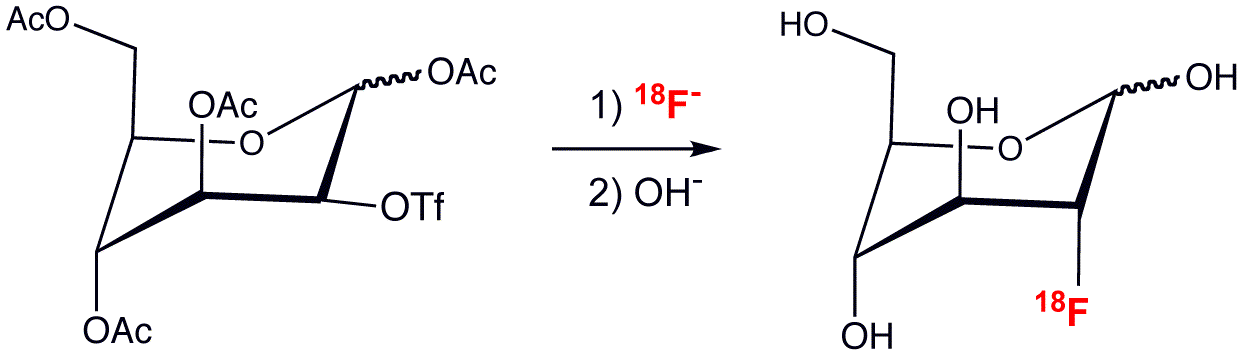

## Paper biològic
S'han trobat organofluorins sintetitzats biològicament en microorganismes i plantes, però no en animals. L'exemple més comú és el fluoroacetat, que es presenta com a mecanismes de defensa de les plantes contra els herbívors en almenys 40 plantes d'Austràlia, Brasil i Àfrica. Altres organofluorins sintetitzats biològicament inclouen àcids grassos ω-fluoro, fluoroacetona i 2-fluorocitrat que es creu que es biosintetitzen en vies bioquímiques a partir del fluoroacetaldehid intermedi.
L'adenosil-fluorur sintasa és un enzim capaç de sintetitzar biològicament l'enllaç carboni-fluor. Els enllaços carboni-fluor creats per l'home es troben habitualment en productes farmacèutics i agroquímics perquè afegeixen estabilitat al marc de carboni; també, la mida relativament petita del fluor és convenient, ja que el fluor actua com un bioisòster aproximat de l'hidrogen. Introduir l'enllaç carboni-fluor als compostos orgànics és el principal repte per als químics medicinals que utilitzen la química de l'organofluor, ja que l'enllaç carboni-fluor augmenta la probabilitat de tenir un fàrmac reeixit en un factor d'aproximadament deu. S'estima que el 20% dels productes farmacèutics i el 30-40% dels productes agroquímics són organofluorats, inclosos alguns dels principals medicaments. Alguns exemples inclouen 5-fluorouracil, fluoxetina (Prozac), paroxetina (Paxil), ciprofloxacina (Cipro), mefloquina i fluconazole.

## Aplicacions
La química dels organofluor afecta moltes àrees de la vida quotidiana i la tecnologia. L'enllaç C-F es troba en productes farmacèutics, agroquímics, fluoropolímers, refrigerants, tensioactius, anestèsics, repel·lents d'oli, catàlisi i repel·lents a l'aigua, entre d'altres.

### Farmacèutics i agroquímics
L'enllaç carboni-fluor es troba habitualment en productes farmacèutics i agroquímics perquè generalment és metabòlicament estable i el fluor actua com a bioisòster de l'àtom d'hidrogen. S'estima que 1/5 dels productes farmacèutics contenen fluor, inclosos alguns dels principals medicaments. Alguns exemples inclouen 5-fluorouracil, flunitrazepam (Rohypnol), fluoxetina (Prozac), paroxetina (Paxil), ciprofloxacina (Cipro), mefloquina i fluconazole. Els èters substituïts amb fluor són anestèsics volàtils, inclosos els productes comercials metoxiflurà, enflurà, isoflurà, sevoflurà i desflurà. Els anestèsics de fluorocarboni redueixen el perill d'inflamabilitat amb èter dietílic i ciclopropà. Els alcans perfluorats s'utilitzen com a substituts de la sang.

### Propel·lent per a inhaladors
Els fluorocarburs també s'utilitzen com a propel·lents per als inhaladors de dosi mesurada que s'utilitzen per administrar alguns medicaments contra l'asma. La generació actual de propel·lent consisteix en hidrofluoroalcans (HFA), que han substituït els inhaladors basats en CFC. Els inhaladors de CFC van ser prohibits l'any 2008 com a part del Protocol de Mont-real a causa de problemes mediambientals amb la capa d'ozó. Els inhaladors de popel·lents HFA com FloVent i ProAir (Salbutamol) no tenen versions genèriques disponibles a partir d'octubre de 2014.

### Fluorosurfactants
Els fluorosurfactants, que tenen una «cua» polifluorada i un «cap» hidròfil, serveixen com a tensioactius perquè es concentren a la interfície líquid-aire a causa de la seva lipofobicitat. Els fluorosurfactants tenen energies superficials baixes i una tensió superficial molt baixa. Els fluorosurfactants àcid perfluorooctansulfònic (PFOS) i l'àcid perfluorooctanoic (PFOA) són dos dels més estudiats per la seva ubiqüitat, toxicitat i llargs temps de residència en humans i fauna salvatge.

### Solvents
Els compostos fluorats solen mostrar propietats de solubilitat diferents. El diclorodifluorometà i el clorodifluorometà van ser en un moment refrigerants àmpliament utilitzats. Els CFC tenen un potent potencial de destruccíó de la capa d'ozó a causa de la divisió homolítica dels enllaços carboni-clor; el seu ús està en gran part prohibit pel Protocol de Mont-real. Els hidrofluorocarburs (HFC), com el tetrafluoretà, serveixen com a substituts dels CFC perquè no catalitzen la destrucció de la capa d'ozó. L'oxigen presenta una alta solubilitat en compostos de perfluorocarboni, reflectint la seva lipofília. S'ha demostrat que la perfluorodecalina és un substitut de la sang que transporta l'oxigen als pulmons.
El dissolvent 1,1,1,2-tetrafluoretà s'ha utilitzat per a l'extracció de productes naturals com ara taxol, oli d'onagra i vainil·lina. El 2,2,2-trifluoroetanol és un dissolvent polar resistent a l'oxidació.

### Reactius d'organofluor
El desenvolupament de la química de l'organofluor ha aportat molts reactius de valor més enllà de la química d'organofluor. L'àcid tríflic (CF₃SO₃H) i l'àcid trifluoroacètic (CF₃CO₂H) són útils en tota la síntesi orgànica. La seva forta acidesa s'atribueix a l'electronegativitat del grup trifluorometil que estabilitza la càrrega negativa. El grup triflat (la base conjugada de l'àcid triflic) és un bon grup sortint en reaccions de substitució.

### Fases fluorades
D'interès actual en l'àrea de Química Verda, els substituents altament fluorats, (per exemple, el perfluorohexil (C₆F13)), confereix propietats de solubilitat distintives a les molècules, cosa que facilita la purificació dels productes en síntesi orgànica. Aquesta àrea, descrita com a «química fluorada», explota el concepte de semblant dissol semblant en el sentit que els compostos rics en fluor es dissolen preferentment en dissolvents rics en fluor. A causa de la relativa inercia de l'enllaç C-F, aquestes fases fluorades són compatibles fins i tot amb reactius durs. Aquest tema ha generat tècniques d'etiquetatge fluoròs i protecció fluorada. Un exemple de la tecnologia fluorada és l'ús d'hidrurs d'estany substituïts per fluoroalquil per a reduccions, els productes es poden separar fàcilment del reactiu d'estany gastat mitjançant l'extracció mitjançant dissolvents fluorats.
Els líquids iònics fluorats hidrofòbics, com les sals orgàniques de bistriflimida o hexafluorofosfat, poden formar fases insolubles tant en aigua com en dissolvents orgànics, produint líquids multifàsics.

### Lligands d'organofluor en la química dels metalls de transició
Els lligands d'organofluor han estat presents durant molt de temps en la química organometàl·lica i de coordinació. Un dels avantatges dels lligands que contenen F és la comoditat de l'espectroscòpia RMN 19F per controlar les reaccions. Els compostos d'organofluor poden servir com a «lligand donant sigma», tal com il·lustra el derivat de titani(III) [(C₅Me₅)₂Ti(FC₆H₅)]BPh₄. Però la majoria de vegades s'utilitzen substituents de fluorocarburs per millorar l'acidesa de Lewis dels centres metàl·lics. Un exemple destacat és «Eufod», un complex de coordinació d'europi(III) que presenta un lligand d'acetilacetonat modificat perfluoroheptil. Aquesta i les espècies relacionades són útils en la síntesi orgànica i com a «reactius de canvi» en espectroscòpia RMN.

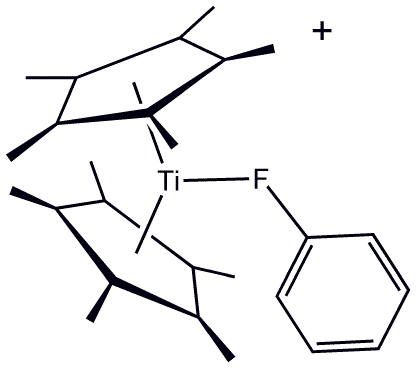
Estructura de [(C₅Me₅)₂Ti(FC₆H₅)]+, un complex de coordinació d'un lligand organofluor

En una àrea on la química de coordinació i la ciència dels materials es superposen, la fluoració de lligands orgànics s'utilitza per ajustar les propietats de les molècules components. Per exemple, el grau i la regioquímica de fluoració dels lligands metal·lats de 2-fenilpiridina en complexos de platí(II) modifica significativament les propietats d'emissió dels complexos.
La química de coordinació dels lligands d'organofluor també inclou tecnologies fluoroses. Per exemple, la trifenilfosfina s'ha modificat per la unió de substituents perfluoroalquil que confereixen solubilitat en perfluorohexà així com en diòxid de carboni supercrític. Com a exemple concret, [(C₈F17C₃H₆-4-C₆H₄)₃P.

#### Activació d'enllaços C-F
Una àrea activa de la química organometàl·lica inclou la escissió d'enllaços C-F per reactius basats en metalls de transició. S'han desenvolupat tant reaccions estequiomètriques com catalíticas i són d'interès des de les perspectives de la síntesi orgànica i la remediació de xenoquímics.
L'activació de l'enllaç C-F s'ha classificat de la següent manera:
- (i) addició oxidativa de fluorocarburs
- (ii) formació d'enllaços M-C amb eliminació de HF
- (iii) formació d'enllaços M-C amb eliminació de fluorosilà
- (iv) hidrodesfluoració de fluorocarburs amb formació d'enllaços M- F
- (v) atac nucleòfil al fluorocarboni
- (vi) desfluoració del fluorocarboni.

Una reacció d'activació C-F mediada per metalls il·lustrativa és la desfluoració del fluorohexà per un dihidrur de zirconi, un anàleg del reactiu de Schwartz:
(C₅Me₅)₂ZrH₂ + 1-FC₆H13 → (C₅Me₅)₂ZrH(F) + C₆H14

#### Anions de fluorocarboni en la catàlisi de Ziegler-Natta
Els compostos que contenen fluor es presenten sovint en anions no coordinats o poc coordinats. Tant el tetrakis(pentafluorofenil)borat, B(C₆F₅)₄−, com el tetrakis[3,5-bis(trifluorometil)fenil]borat relacionat, són útils en la catàlisi de Ziegler-Natta i les metodologies de polimerització d'alquens relacionades. Els substituents fluorats fan que els anions siguin feblement bàsics i milloren la solubilitat en dissolvents feblement bàsics, que són compatibles amb àcids de Lewis forts.

### Ciència dels materials
Els compostos organofluorats gaudeixen de moltes aplicacions de nínxol en la ciència dels materials. Amb un baix coeficient de fricció, els fluoropolímers fluids s'utilitzen com a lubrificants especials. Els greixos a base de fluorocarburs s'utilitzen en aplicacions exigents. Els productes representatius inclouen Fomblin i Krytox (fabricats per Solvay Solexis i DuPont, respectivament). Alguns lubrificants d'armes de foc com ara Tetra Gun contenen fluorocarburs. Aprofitant la seva ininflamabilitat, els fluorocarburs s'utilitzen en l'escuma contra incendis. Els compostos d'organofluor són components de pantalles de cristall líquid. L'anàleg polimèric de l'àcid tríflic, el nafion, és un àcid sòlid que s'utilitza com a membrana a la majoria de les piles de combustible de baixa temperatura. El monòmer bifuncional 4,4'-difluorobenzofenona és un precursor dels polímers de la classe PEEK.

## Biosíntesi de compostos organofluorats
En contrast amb els molts compostos orgànics d'origen natural que contenen els halogenurs, clorurs, bromurs i iodurs més pesats, només es coneixen un grapat d'enllaços carboni-fluor sintetitzats biològicament. L'espècie d'organofluor natural més comuna és el fluoroacetat, una toxina que es troba en algunes espècies de plantes. Altres inclouen l'àcid fluorooleic, la fluoroacetona, la nucleocidina (4'-fluoro-5'-O-sulfamoiladenosina), la fluorotreonina i el 2-fluorocitrat. Moltes d'aquestes espècies probablement es biosintetitzen a partir de fluoroacetaldehid. L'enzim fluorinasa va catalitzar la síntesi de 5'-desoxi-5'-fluoroadenosina (vegeu l'esquema d'avall):

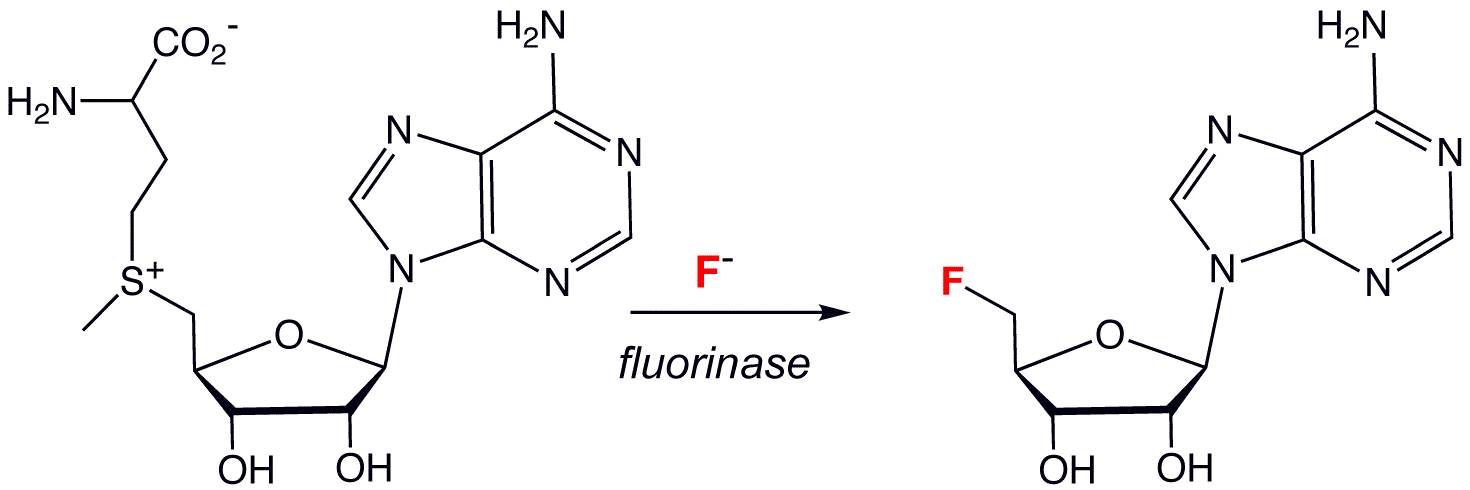
Fluorinasa

## Història
La química dels organofluor va començar a la dècada del 1800 amb el desenvolupament de la química orgànica. Els primers compostos d'organofluor es van preparar utilitzant trifluorur d'antimoni com a font F−. La no inflamabilitat i la no toxicitat dels clorofluorocarburs CCl3F i CCl2F2 va atraure l'atenció industrial a la dècada del 1920. El 6 d'abril de 1938, Roy J. Plunkett, un jove químic investigador que treballava al Laboratori Jackson de DuPont a Deepwater (Nova Jersey), va descobrir accidentalment el politetrafluoretilè (PTFE). Els desenvolupaments importants posteriors, especialment als Estats Units d'Amèrica, es van beneficiar de l'experiència adquirida en la producció d'hexafluorur d'urani.
A partir de finals de la dècada del 1940 es van introduir una sèrie de metodologies de fluoració electròfila, començant pel CoF₃. Es va anunciar la fluoració electroquímica («electrofluoració»), que Joseph H. Simons havia desenvolupat a la dècada del 1930 per generar materials perfluorats altament estables compatibles amb l'hexafluorur d'urani. Aquestes noves metodologies van permetre la síntesi d'enllaços C-F sense utilitzar fluor elemental i sense dependre de mètodes metatètics.
El 1957 es va descriure l'activitat anticancerosa del 5-fluorouracil. Aquest informe va proporcionar un dels primers exemples de disseny racional de fàrmacs. Aquest descobriment va provocar un augment d'interès en productes farmacèutics fluorats i agroquímics. El descobriment dels compostos de gasos nobles, (com per exemple, XeF₄), va proporcionar una sèrie de nous reactius a partir de principis de la dècada del 1960. A la dècada del 1970, la fluorodesoxiglucosa es va establir com a reactiu útil en la tomografia per emissió de positrons 18F. En el treball guanyador del Premi Nobel, es va demostrar que els CFC contribueixen a la destrucció de l'ozó atmosfèric. Aquest descobriment va alertar el món de les conseqüències negatives dels compostos organofluorats i va motivar el desenvolupament de noves vies cap als compostos organofluorats. L'any 2002 es va informar del primer enzim que formava enllaços C-F, la fluorinasa.

## Preocupacions mediambientals i de salut
Només uns quants compostos organofluorats són molt bioactius i altament tòxics, com ara el fluoroacetat i el perfluoroisobutè.
Alguns compostos organofluorats suposen riscos i perills importants per a la salut i el medi ambient. Els CFC i els HCFC destrueixen la capa d'ozó i són potents gasos d'efecte hivernacle. Els HFC són gasos d'efecte hivernacle potents i s'enfronten a crides per a una regulació internacional més estricta i programes d'eliminació gradual com a mesura de reducció d'emissions d'efecte hivernacle d'acció ràpida, igual que els perfluorocarburs (PFC) i l'hexafluorur de sofre (SF₆).
A causa de l'efecte del compost sobre el clima, les principals economies del G-20 van acordar el 2013 donar suport a iniciatives per eliminar gradualment l'ús d'HCFC. Van afirmar el paper del Protocol de Mont-real i la Convenció Marc de les Nacions Unides sobre el Canvi Climàtic en la comptabilització i la reducció global dels HCFC. Al mateix temps, els Estats Units d'Amèrica i la Xina van anunciar un acord bilateral amb un efecte similar.

### Persistència i bioacumulació
A causa de la força de l'enllaç carboni-fluor, molts fluorocarburs sintètics i compostos basats en fluorcarbons són persistents al medi ambient. Els fluorosurfactants, com el PFOS i el PFOA (o C8), són contaminants globals persistents. S'han reportat CFC i tetrafluorometà basats en fluorocarburs en roques ígnies i metamòrfiques. El PFOS és un contaminant orgànic persistent i pot estar perjudicant la salut de la vida salvatge; els efectes potencials sobre la salut del PFOA per als humans estan sota investigació pel Panell Científic C8.